# Bairros Unidos FC
Bairros Unidos FC, soms ook Caixão Grande genoemd, is een voetbalclub in Sao Tomé en Principe uit Caixão Grande in het district Mé-Zóchi. De club speelt in de eilandcompetitie van Sao Tomé, waarvan de kampioen deelneemt aan het voetbalkampioenschap van Sao Tomé en Principe, de eindronde om de landstitel.
In 1995 won de club onder de naam Caixão Grande de nationale beker, een jaar later werd het eiland- en landskampioenschap gewonnen. In 2001 werd de club onder de naam Bairros Unidos FC achtereenvolgend eilandkampioen en landskampioen, voor deze laatste titel werd GD Sundy in de finale over twee wedstrijden met twee overwinningen (2–0 uit, 4-2 thuis) aan de kant gezet. In de eerste jaren van de 21e eeuw draait de club mee op het hoogste niveau mee. In het seizoen 2009/10 wist de club ondanks een matige seizoensstart met een zesde plek degradatie te voorkomen.
De club heeft ook een vrouwenteam, dat enkele jaren uitkwam in het vrouwenvoetbalkampioenschap van Sao Tomé en Principe. In het meest recente seizoen lijkt het team niet meer mee te doen.

## Erelijst
Landskampioen1996, 2001
Eilandkampioen1996, 2001
Bekerwinnaar1995
Eerste niveau: FC Aliança Nacional · Bairros Unidos FC · UD Correia · Folha Fede · Juba Diogo Simão · FC Neves · Praia Cruz · UDRA · Vitória FC · Santana FC
Tweede niveau: Agrosport · Amador · Guadalupe · Inter Bom-Bom · Desportivo Marítimo · Kê Morabeza · Oque d'El Rei · Porto Alegre · Ribeira Peixe · Trindade FC
Derde niveau: Andorinha Sport Club · Boavista · Desportivo Conde · Cruz Vermelha · Diogo Vaz · Otótó · Santa Margarida · Sporting São Tomé · UDESCAI · Varzim FC
Voormalige clubs: 6 de Setembro · Bela Vista · Os Dinâmicos ·  Palmar